# Janney-Kupplung

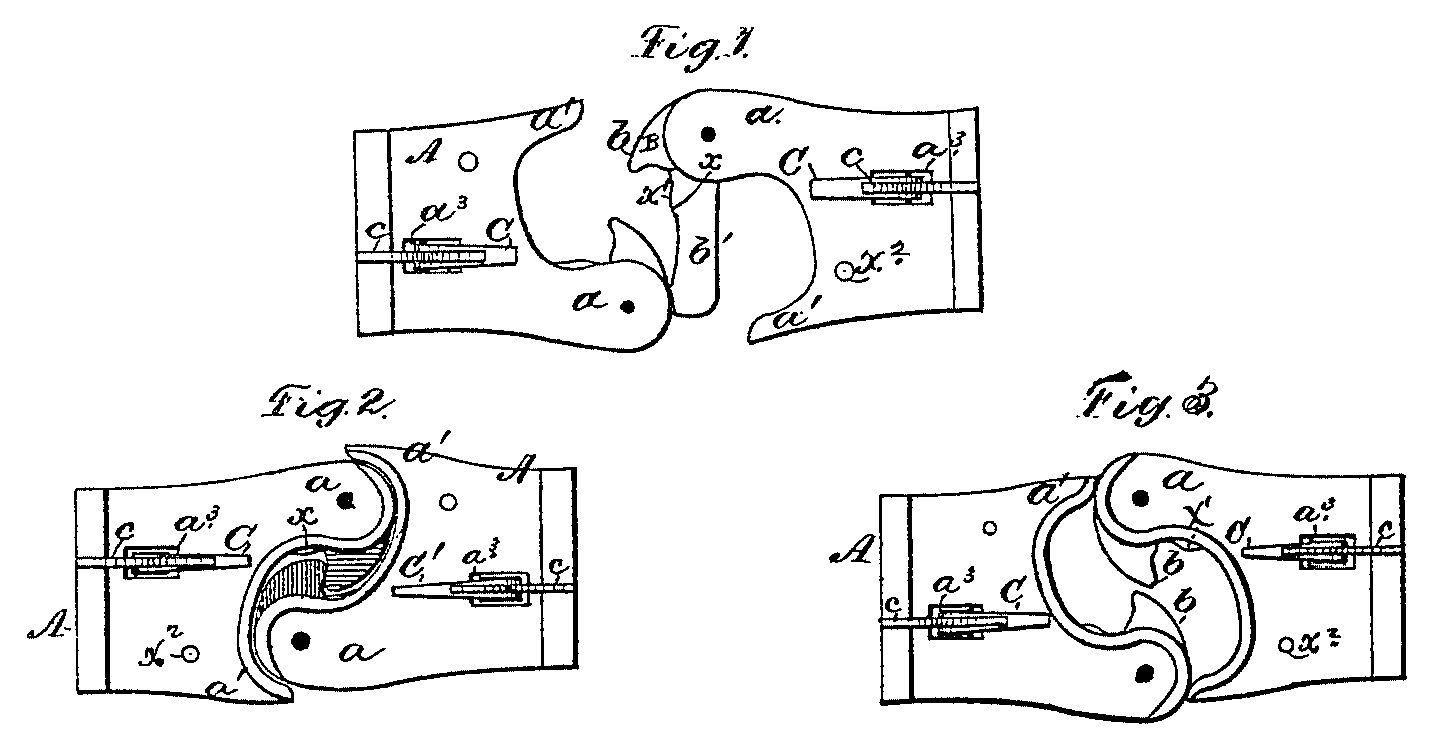
Abbildung aus der Patentschrift

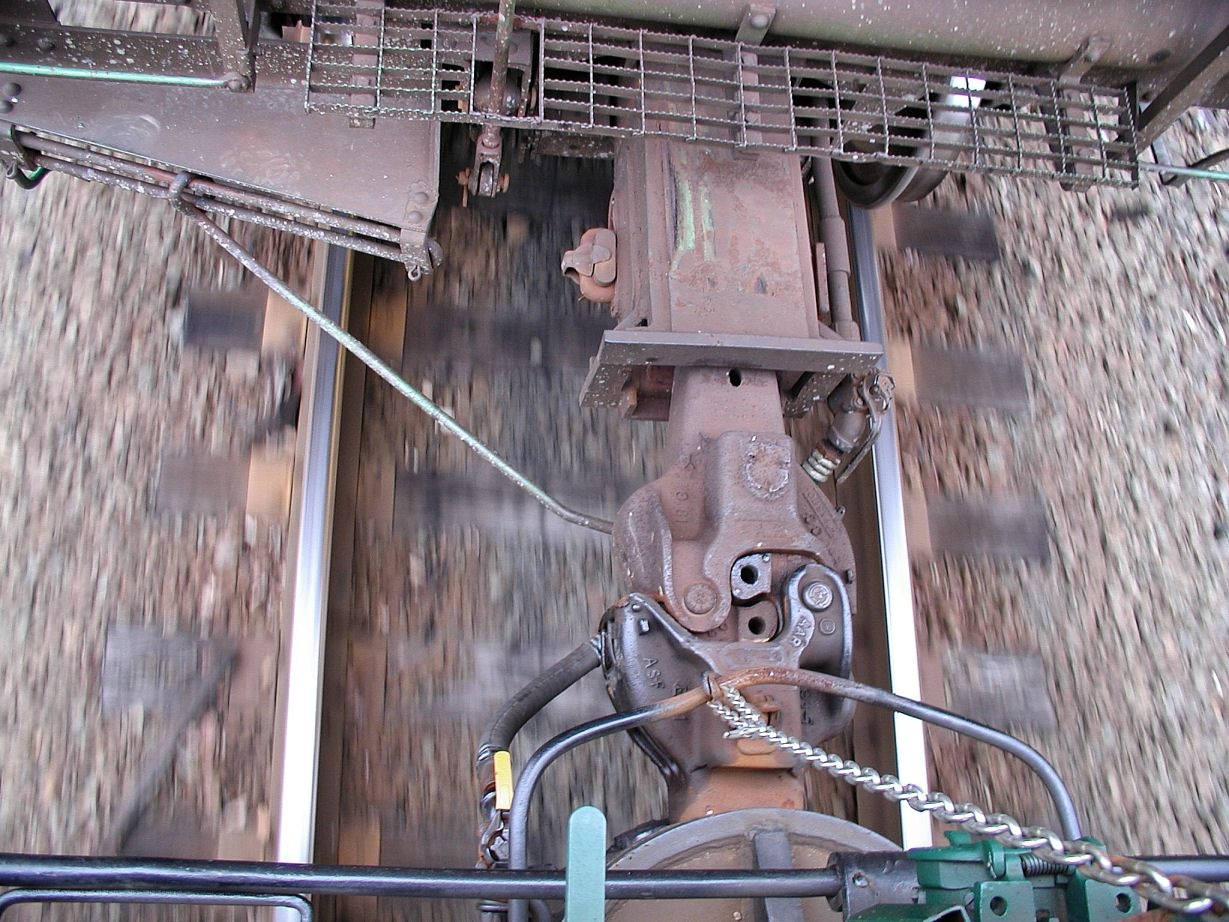
Janney-Kupplung

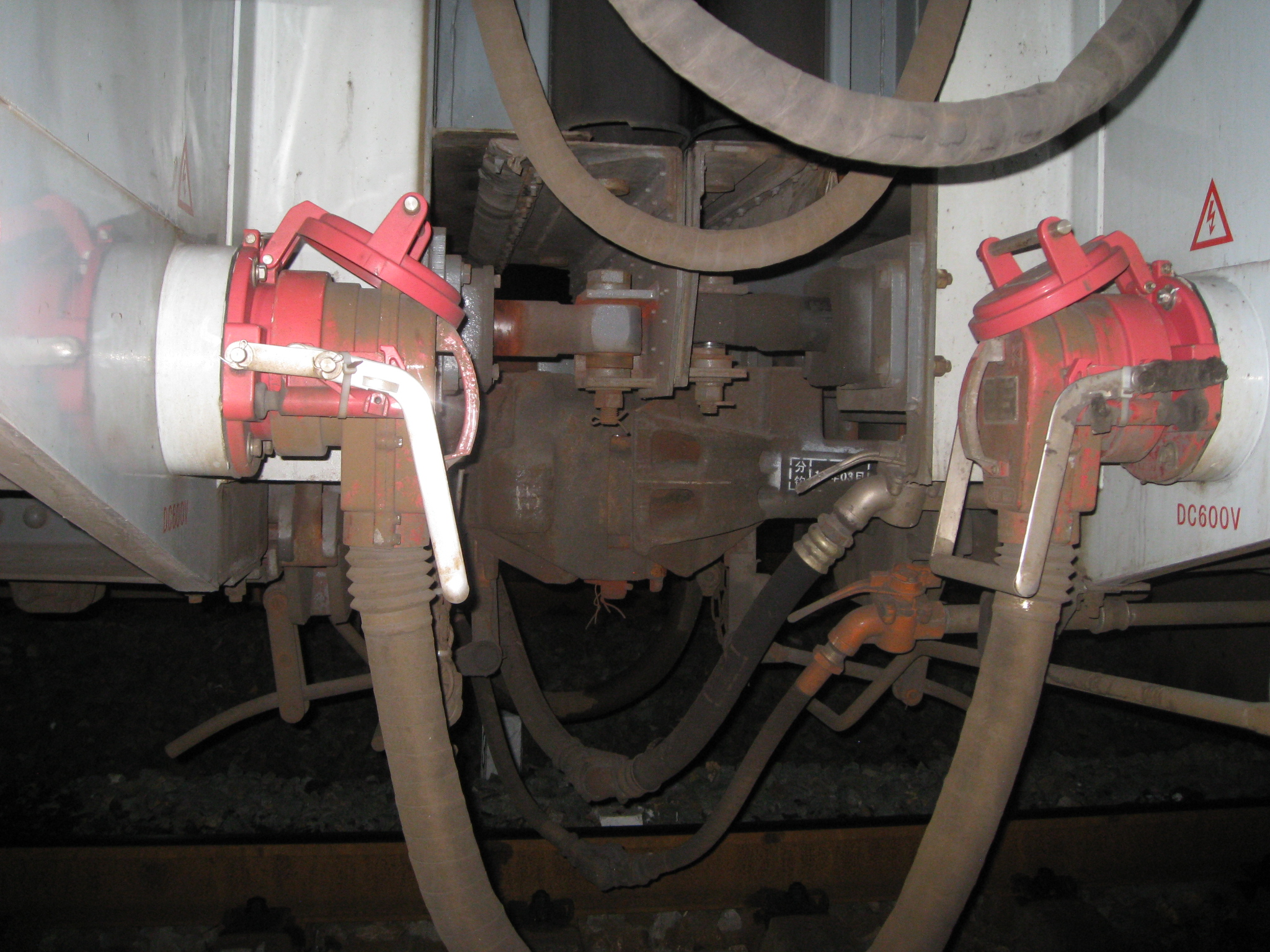
Chinesische Reisezugwagen (25G) mit Janney-Kupplung, davor die elektrische und die Druckluftverbindung

Die Janney-Kupplung ist eine automatische Kupplung für Schienenfahrzeuge, flächendeckend eingesetzt bei den Eisenbahnen in Nordamerika sowie im südlichen Afrika. Es ist hinsichtlich Zugkraftübertragung der am höchsten belastbare Kupplungstyp und ermöglicht die Bildung von kilometerlangen Zügen.

## Hintergrund
Der US-Amerikaner Eli Hamilton Janney konstruierte die nach ihm benannte automatische Kupplung 1868 und ließ sie 1873 patentieren. Ab 1877 wurde die Kupplung bei Eisenbahnen in den USA eingesetzt; 1888 wurde sie mit leichter Modifikation zur Standardkupplung der US-Eisenbahnen. Seit dem 3. März 1893 sind alle Eisenbahngesellschaften in den Vereinigten Staaten zum Einsatz der Janney-Kupplung verpflichtet. Im Laufe der folgenden Jahrzehnte wurde die Kupplung größer, um höhere Zugkräfte zu übertragen, Funktion und Form leiten sich aber weiterhin von der ursprünglichen Janney-Kupplung ab.
In ihrer Ursprungsausführung ist die Janneykupplung eine unstarre Kupplung. In Längsrichtung bilden beide Kupplungen eine steife Verbindung, im Bodenrahmen der Fahrzeuge sind sie seitlich ausschwenkbar gelagert. Höhenunterschiede, sei es durch Gleislagefehler, Neigungswechsel oder unterschiedliche Beladungszustände können die Kuppelköpfe durch ihre gegenseitige vertikale Beweglichkeit ausgleichen. Ein selbsttätiges Verbinden von pneumatischen und elektrischen Leitungen ist damit jedoch nicht möglich.
In den USA wird diese Kupplung fast immer als „Automatic Coupler“ bezeichnet. Offiziell heißt sie AAR Coupler (AAR ist die Abkürzung der Normenorganisation Association of American Railroads) oder auch Knuckle Coupler. Es gibt einige kompatible Varianten dieser Kupplung, die insbesondere im Güterverkehr genutzte unstarre Ausführung wird von der AAR als »Typ E« geführt. Bei Reisezug- und Triebwagen wird der auch als Tightlock Coupler bezeichnete Typ F häufig im USA-Personenverkehr verwendet, da er unangenehme Schwingungen zwischen den Wagen nicht überträgt. Diese Form ist eine starre Kupplung, die Kuppelköpfe sind im Bodenrahmen auch höhenbeweglich gelagert und werden durch eine gefederte Abstützung im ungekuppelten Zustand waagerecht gehalten. Die starre Verbindung ermöglicht die Ausrüstung mit Leitungskupplungen. In der Regel liegen diese seitlich oder unter der mechanischen Kupplung.

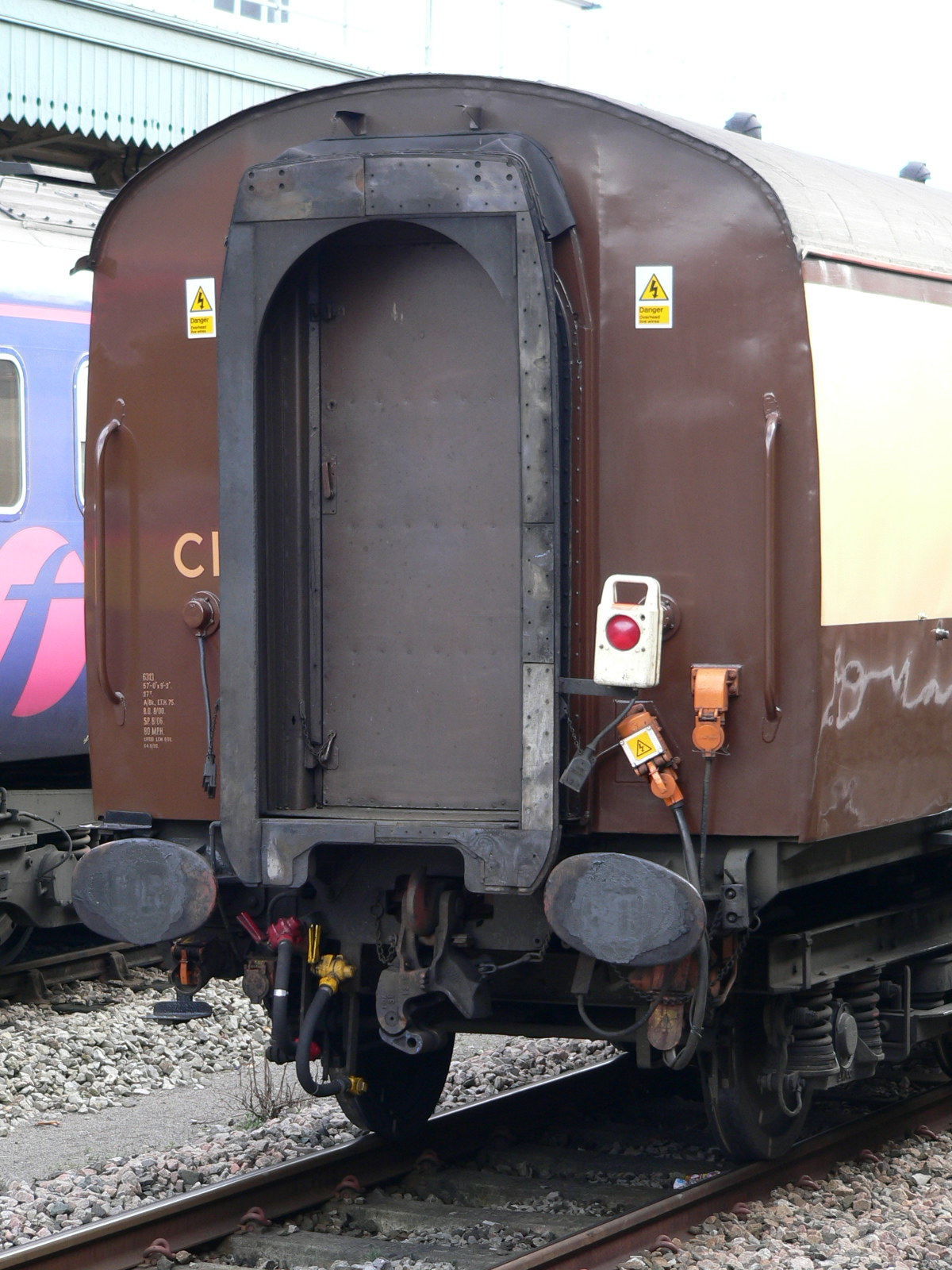
Mark-1-Reisezugwagen der BR mit ausziehbaren Puffern und abgeklapptem Janneykuppelkopf

Verbreitet sind Janneykupplungen weltweit, insbesondere auf dem nordamerikanischen Kontinent sowie in China, Korea, Japan und Südostasien. Im europäischen Raum ist die Bauart dagegen selten. Genutzt wird sie hier insbesondere in Großbritannien bei Reisezug- und Triebwagen. Beginnend mit den Mk-1-Wagen, die kurz nach der Gründung von British Rail entstanden, wurden die Reisezugwagen mit verstärkten Zughaken, die auch Druckkräfte in den Bodenrahmen einleiten konnten, an Stelle der Kuppelkette gelagerten und hochklappbaren Janneykuppelköpfen und längsverstellbaren Seitenpuffern ausgerüstet. Untereinander wurden diese und die folgenden Wagenbauarten mit den Klauenkupplungen und nach hinten verschobenen Puffern verbunden, zum Kuppeln mit schraubengekuppelten Fahrzeugen wurden die Puffer ausgezogen und arretiert und die Kuppelköpfe abgeklappt. In dieser Form wurden später auch Lokomotiven ausgerüstet, bis zu den Schnellfahrlokomotiven der Reihe 91. Triebwagen wurden ebenfalls früh mit Janney-Klauenkupplungen versehen, sehr bald mit zusätzlichen seitlichen Starrmachungsorganen wie bei der AAR-Bauart F. In Belgien wurde und wird die Janneykupplung ebenfalls und insbesondere bei Triebwagen eingesetzt.
In Deutschland wurde dieser Kupplungstyp bei der Schmalspurbahn Eisfeld–Schönbrunn und der Schmalspurbahn Hildburghausen–Lindenau-Friedrichshall in Thüringen verwendet.

## Sicherheit

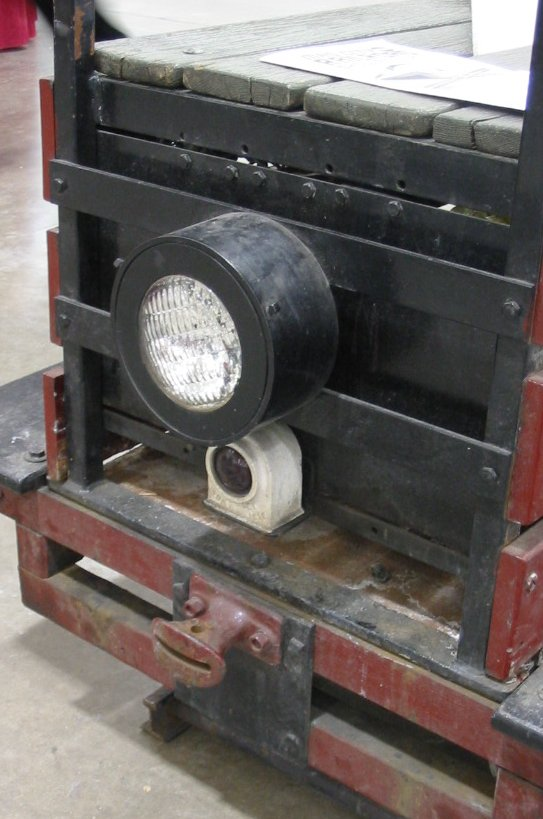
Trichterkupplungskopf

Die Janney-Kupplung war für das nordamerikanische Bahnpersonal eine wesentliche Sicherheitsverbesserung gegenüber dem Vorgänger, der Trichterkupplung. Beim Kupplungsvorgang hatte dort ein Rangierer das Kuppeleisen des einen Wagen in den Schlitz des nächsten zu führen, während die Lokomotive die Wagen zusammenschob; anschließend wurde ein Bolzen hindurchgesteckt. Dabei passierten viele Unfälle; zwischen 1877 und 1887 ereigneten sich beim Kupplungsvorgang rund 38 Prozent aller Unfälle mit Verletzten. 1902, neun Jahre nach Einführung der automatischen Kupplung, war dieser Wert auf vier Prozent gefallen.
Ein Nachteil ist, dass die Janneykupplung nicht immer kuppelbereit ist. Zum Herstellen der Kuppelbereitschaft muss, wenn beide Kuppelköpfe verriegelt sind, doch ein Beschäftigter in das Gleis treten und einen von zwei zu verbindenden Kupplungsköpfen manuell entriegeln und öffnen. Die einige Jahre danach entwickelte Willisonkupplung und davon abgeleitete Bauarten wie SA-3 sind wegen des Fallkeilprinzips immer kuppelbereit.

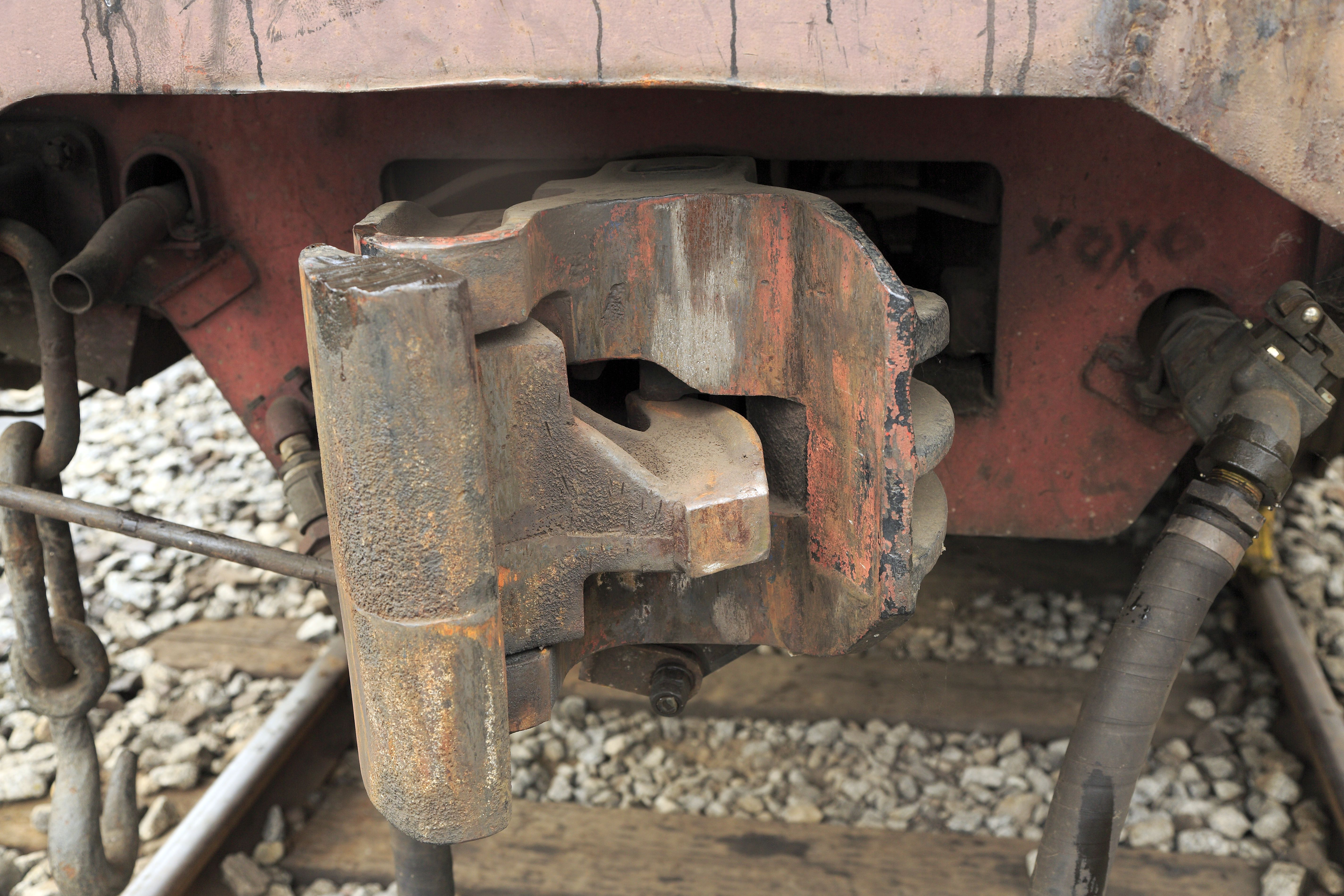
Kuppelkopf entriegelt und kuppelbereit
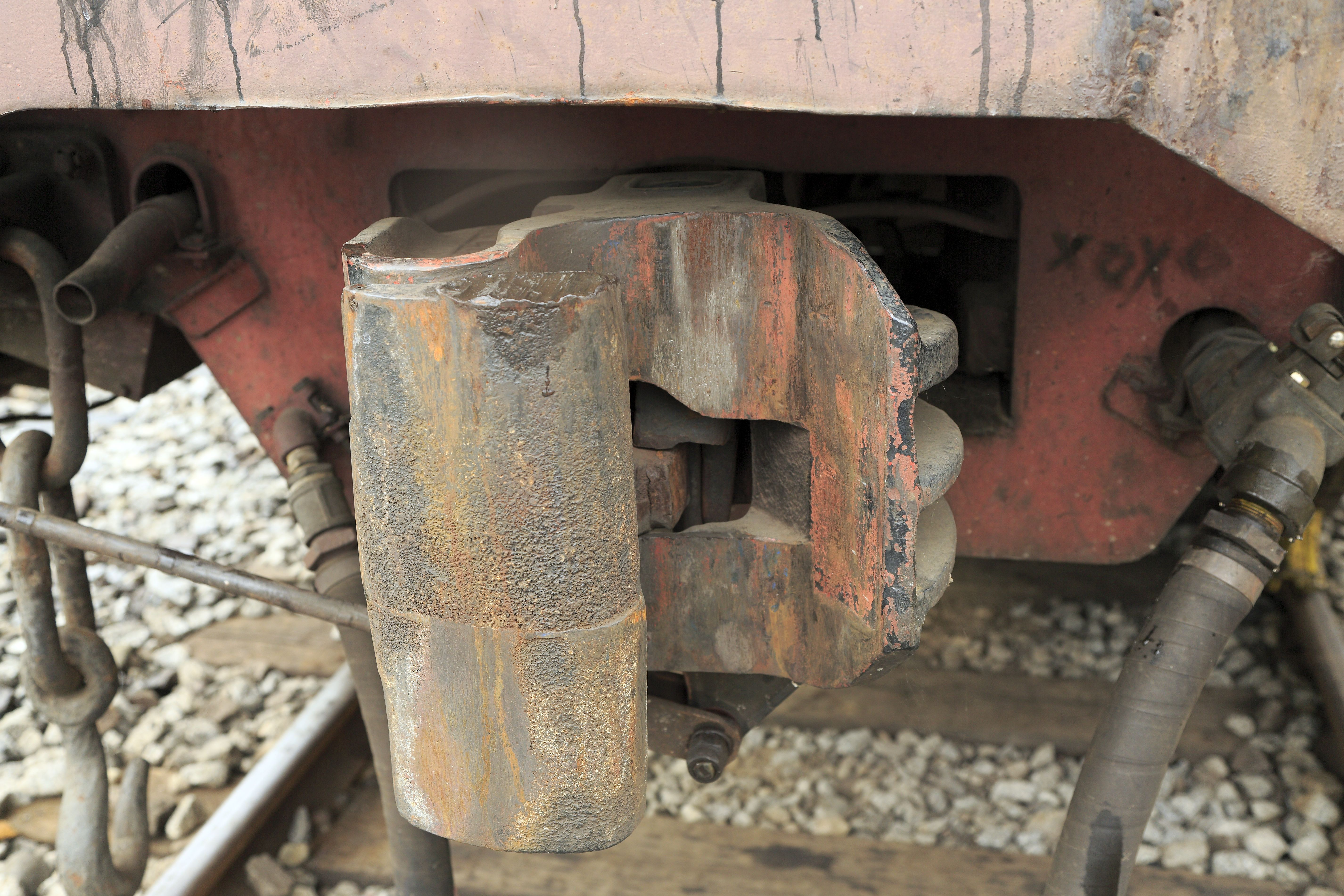
Kuppelkopf verriegelt
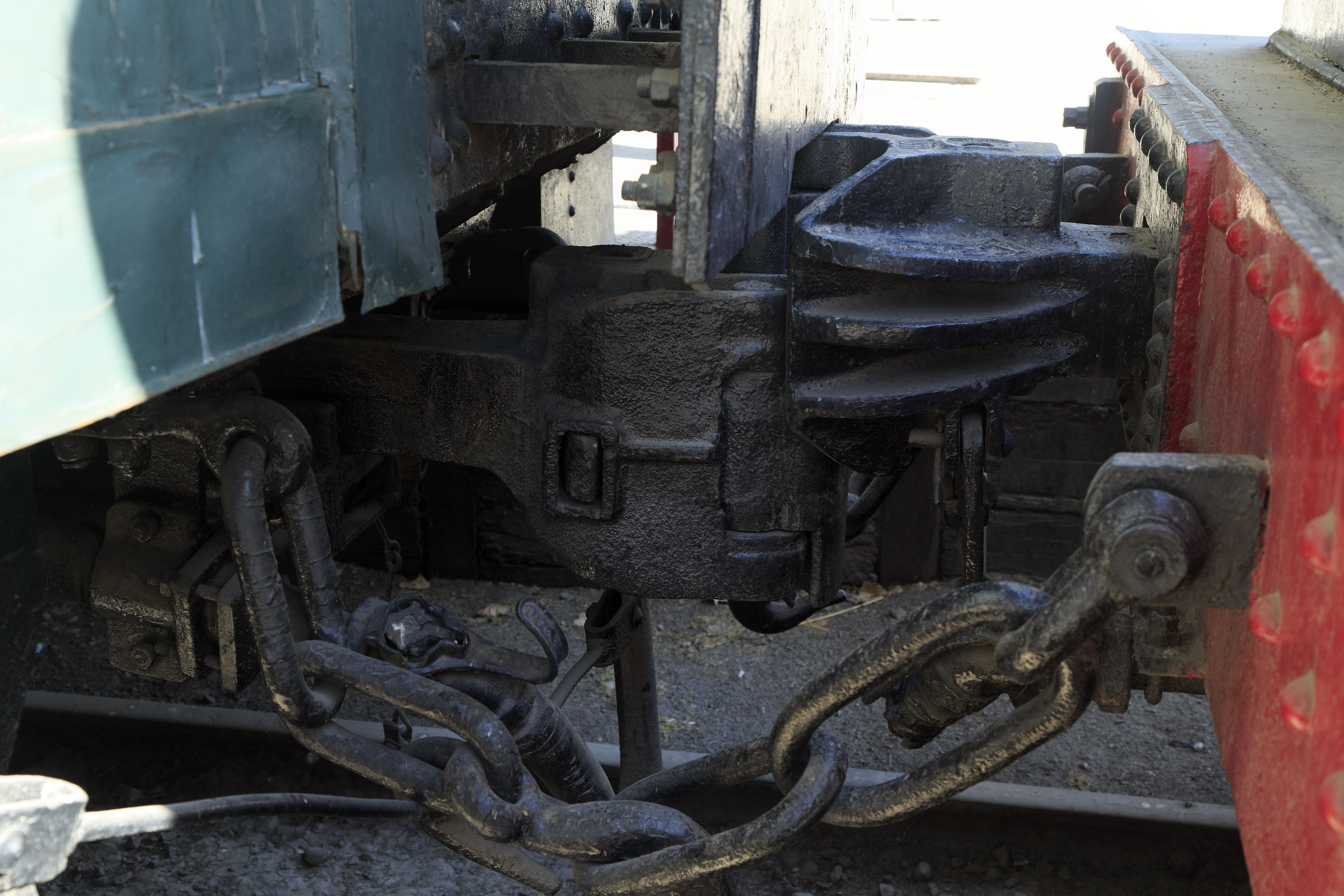
Höhenversatz zwischen unstarren Kuppelköpfen durch Gleislagefehler
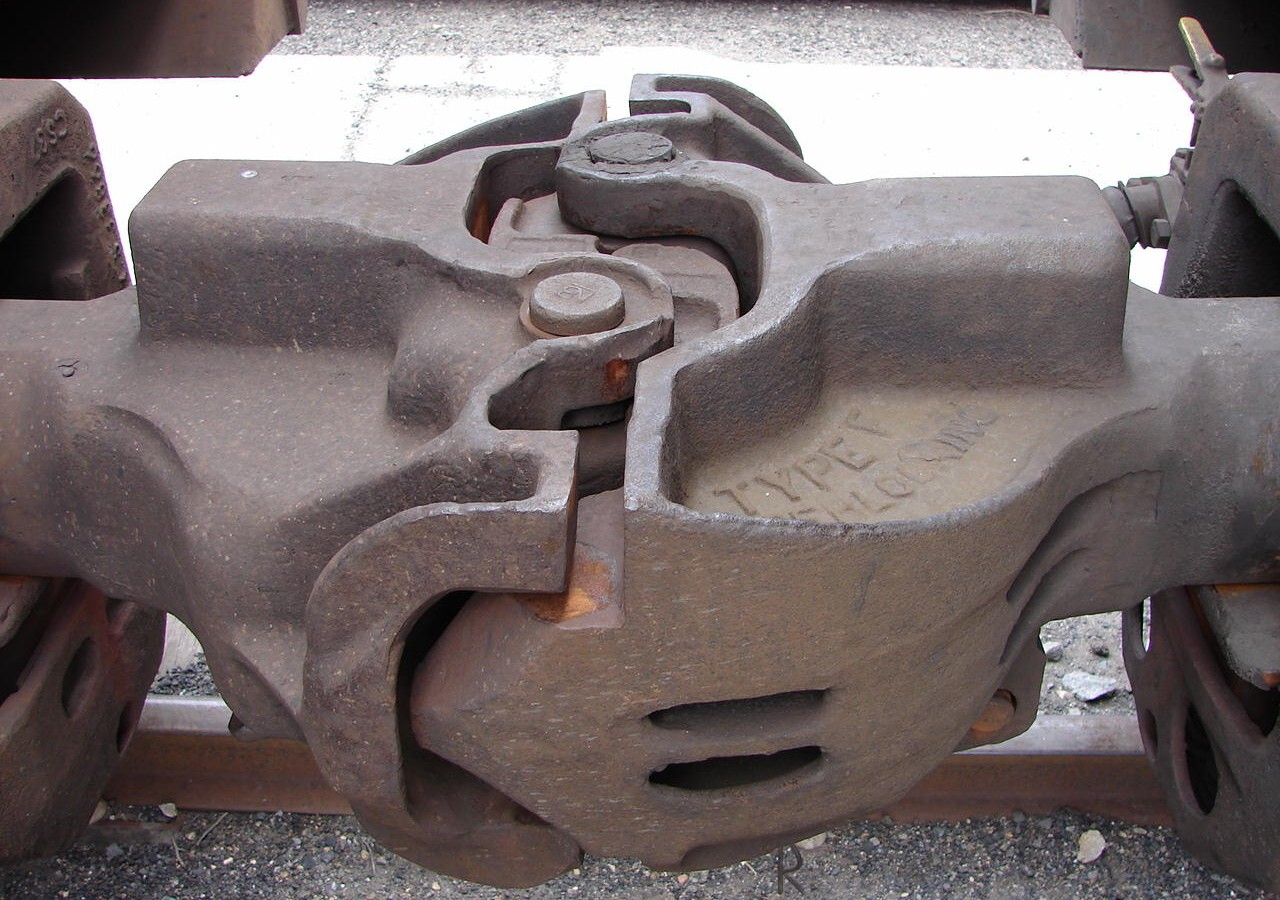
AAR-Typ F mit integrierten seitlichen Starrmachungsorganen
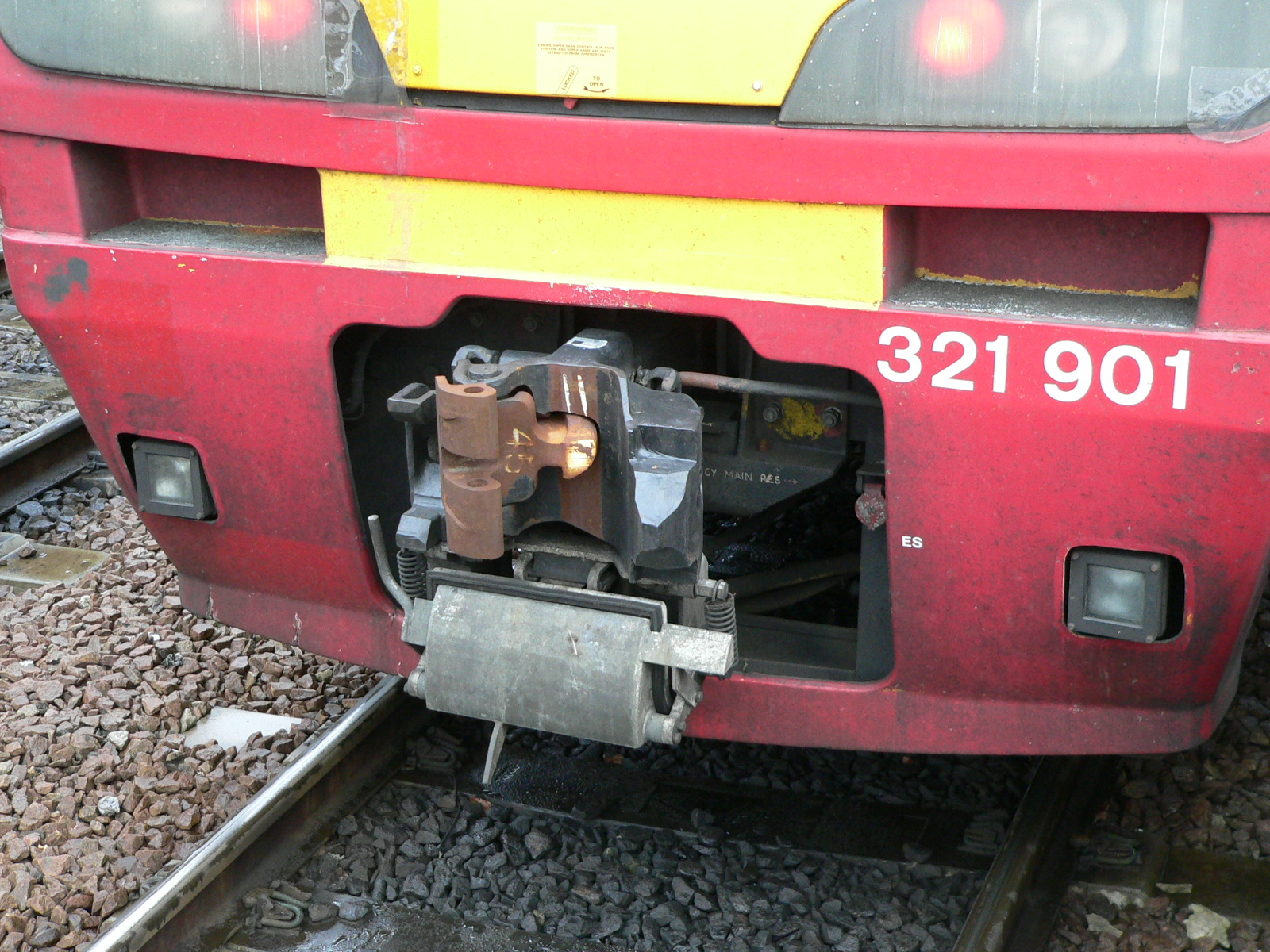
Kuppelkopf mit Starrmachungsorganen und Leitungskupplung

- Kuppelkopf entriegelt und kuppelbereit
- Kuppelkopf verriegelt
- Höhenversatz zwischen unstarren Kuppelköpfen durch Gleislagefehler
- AAR-Typ F mit integrierten seitlichen Starrmachungsorganen
- Kuppelkopf mit Starrmachungsorganen und Leitungskupplung